# バズ・オズボーン
バズ・オズボーン（Buzz Osborne、1964年3月25日 - ）は、別名のキング・バゾ（King Buzzo）としても知られるアメリカ合衆国のギタリスト、ボーカリスト、作詞家、ソングライター、音楽プロデューサー。
メルヴィンズのギター、ボーカルを担当しているほか、マイク・パットンによるアヴァンギャルドメタル・バンド、ファントマスのギタリストとしても活動している。鳥の巣のような、独特なヘアースタイルが特徴。

## 経歴
ワシントン州モートン出身。少年時代より、エアロスミスやテッド・ニュージェントに傾倒していたが、やがてパンク・ロックにも関心を持ち始める。高校時代、同級生であるマイク・ディラード、マット・ルーキンとともにバンドを結成。当初は、ジミー・ヘンドリックスやザ・フーなどのカバー・バンドとして活動していたが、のちに自作の楽曲も発表するようになった。ディラードが一身上の都合でバンドを離脱したのち、後にバンドで二人三脚で活動していくこととなるデイル・クローヴァーを新たなメンバーとして迎え入れる。

## ディスコグラフィ

### リーダー・アルバム
- 『ディス・マシーン・キルズ・アーティスツ』 - This Machine Kills Artists (2014年、Ipecac) ※キング・バゾ名義
- 『ギフト・オブ・サクリファイス』 - Gift of Sacrifice (2020年、Ipecac) ※キング・バゾ名義 with トレヴァー・ダン

### ファントマス
- 『ファントマス』 - Fantômas (1999年、Ipecac)
- 『ザ・ディレクターズ・カット』 - The Director's Cut (2001年、Ipecac)
- 『ミレニアム・モンスターワーク2000』 - Millennium Monsterwork 2000 (2002年、Ipecac)
- 『デリリウムコーディア』 - Delìrium Còrdia (2004年、Ipecac)
- 『サスペンデッドアニメーション』 - Suspended Animation (2005年、Ipecac)

### ヴェノモス・コンセプト
- 『レトロアクティヴ・アボーション』 - Retroactive Abortion (2004年、Ipecac)

### 参加アルバム
- カウズ : Sorry in Pig Minor (1998年、Amphetamine Reptile)
- ゴートスネイク : 『1』 - Goatsnake Vol. 1 (1999年、Southern Lord)
- トゥール : Salival (2000年、Volcano II)
- トゥイーカー : The Attraction to All Things Uncertain (2001年、Waxploitation)
- Various Artists : 『AN ALL STAR KISS TRIBUTE〜地獄の賛辞』 - Spin the Bottle: An All-Star Tribute to Kiss (2004年、Koch)
- ラストモード : Juggernaut (2007年、Hydra Head)
- ラストモード : 『アザー』 - O T H E R (2008年、Hydra Head)
- レッド・クロス : 『ビヨンド・ザ・ドアー』 - Beyond The Door (2019年、Merge)